# Platformy Volkswagena
Grupa Volkswagen produkuje swoje pojazdy na następujących platformach:
- Platforma A00 dla samochodów miejskich (segment A)
- Platforma A0 dla samochodów segmentu B
- Platforma A dla samochodów kompaktowych (segment C)
- Platforma B dla samochodów klasy średniej (segment D)
- Platforma C dla samochodów klasa wyższej-średniej (segment E)
- Platforma D dla samochodów klasa wyższej (segment F)
- Platforma E dla SUVów
- Platforma T dla vanów